# WIEM
«Велика інтерактивна мультимедійна енциклопедія», «WIEM» (пол. Wielka Interaktywna Encyklopedia Multimedialna, «wiem» також означає «знаю») — польська інтернет-енциклопедія.

## Історія
Перше друковане видання вийшло в середині 1990-х років, друге — в 1998 році, воно містило близько 66 000 статей і різні мультимедійні додатки. Онлайнова версія була випущена у 2000 році польським вебпорталом Onet.pl на основі «Популярної загальної та мультимедійної енциклопедії» (пол. Popularna Encyklopedia Powszechna i Multimedialna). З 2004 року до 2 березня 2006 року вона не була безкоштовною, однак до і після цього доступ до неї був вільним. Станом на 9-те онлайн-видання 2006 року вона містить 125 000 статей.